# Bar Măih
Bar Măih là một xã thuộc huyện Chư Sê, tỉnh Gia Lai, Việt Nam.
Xã Bar Măih có diện tích 47,61 km², dân số năm 2005 là 3.866 người, mật độ dân số đạt 81 người/km².